# Opisthoteuthoidea
Opisthoteuthoidea A. E. Verrill, 1866 è una superfamiglia di molluschi cefalopodi decapodiformi cirrati, una delle due appartenenti all'ordine Octopoda.

## Tassonomia
La superfamiglia comprende le seguenti tre famiglie:
- Cirroctopodidae M. A. Collins & Villenueva, 2006
- Grimpoteuthidae O'Shea, 1999
- Opisthoteuthidae A. E. Verrill, 1896

Altre due, sempre classificate da Steve O'Shea nel 1999, Grimpoteuthididae e Luteuthidae, sono poi state accettate come sinonimi di Grimpoteuthidae.